# Junkers K 16
Die Junkers K 16 war ein Geschäftsreiseflugzeug des deutschen Herstellers Junkers & Co. aus den frühen 1920er-Jahren. Neben dem Piloten konnte das als Schulterdecker ausgelegte Flugzeug zwei weitere Personen aufnehmen. K steht für „Kabinenflugzeug“. Betriebsintern wurde es auch als J 16 bezeichnet.

## Geschichte
Die K 16 entstand im Jahr 1921 aufgrund von Erkenntnissen, die mit der Junkers J 15 gewonnen worden waren. Entwickelt wurde sie von Junkers-Chefingenieur Otto Reuter. Der Erstflug fand am 3. März 1921 statt. Nachdem durch die Siegermächte des Ersten Weltkriegs am 11. Mai des Jahres ein totales Flugzeugbauverbot erlassen worden war, wurde die Maschine, um der Beschlagnahme zu entgehen, anschließend in ihre Einzelteile zerlegt und in die Niederlande gebracht. Dort fand das weitere Einfliegen statt. 1923 wurde sie auf der Göteborger Luftausstellung erstmals öffentlich ausgestellt.
Das Flugzeug wurde hauptsächlich auf Rundflügen oder als Firmenflugzeug eingesetzt, es fand aber auch als Sportmaschine Verwendung.

## Konstruktion

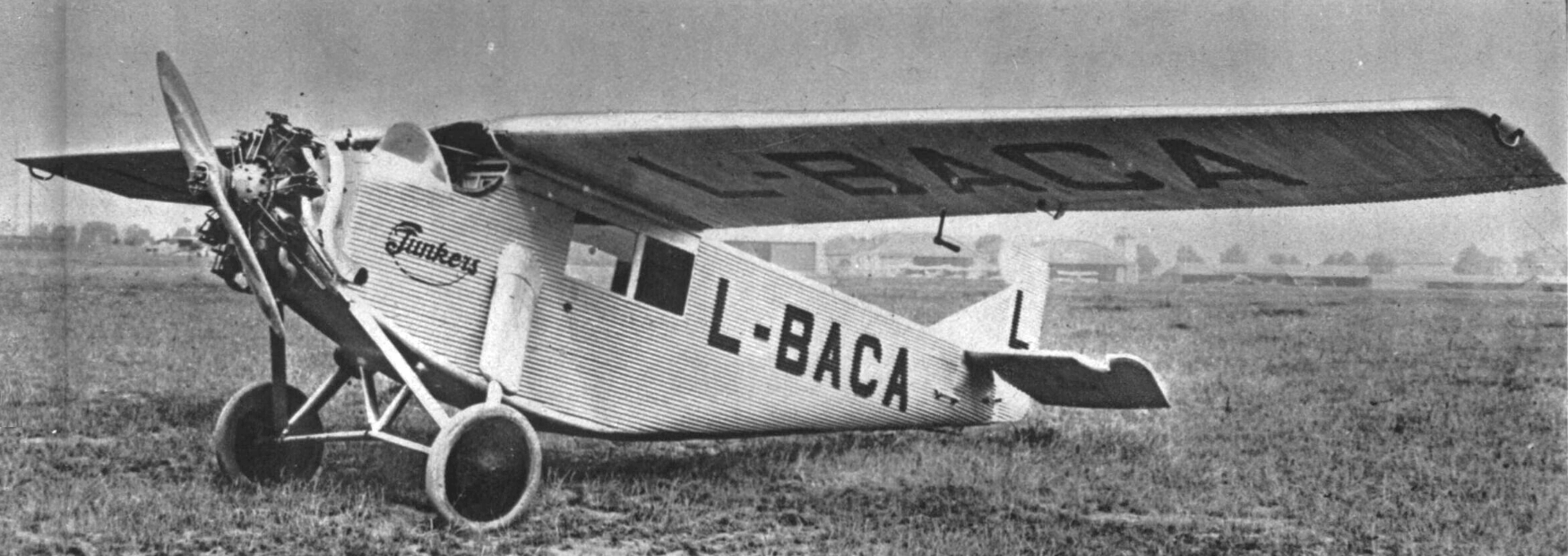
Junkers K16bo mit Walter NZ-120, 1929

Das als freitragender Schulterdecker ausgelegte Flugzeug übernahm weitgehend die Konstruktion des Vorgängers J 15. Das offene Cockpit wurde allerdings vor die Fluggastkabine verlegt, um dem Piloten eine bessere Sicht zu ermöglichen und ihn vor den Abgasverwirbelungen des Motors zu schützen. Der Rumpf der Maschine hatte nur eine geringe Bodenfreiheit, so dass man mit einem Schritt in die Kabine einsteigen konnte. Die Spannweite, die beim Prototyp 11 Meter betrug, wurde bei der Serienversion auf 12,80 Meter vergrößert.

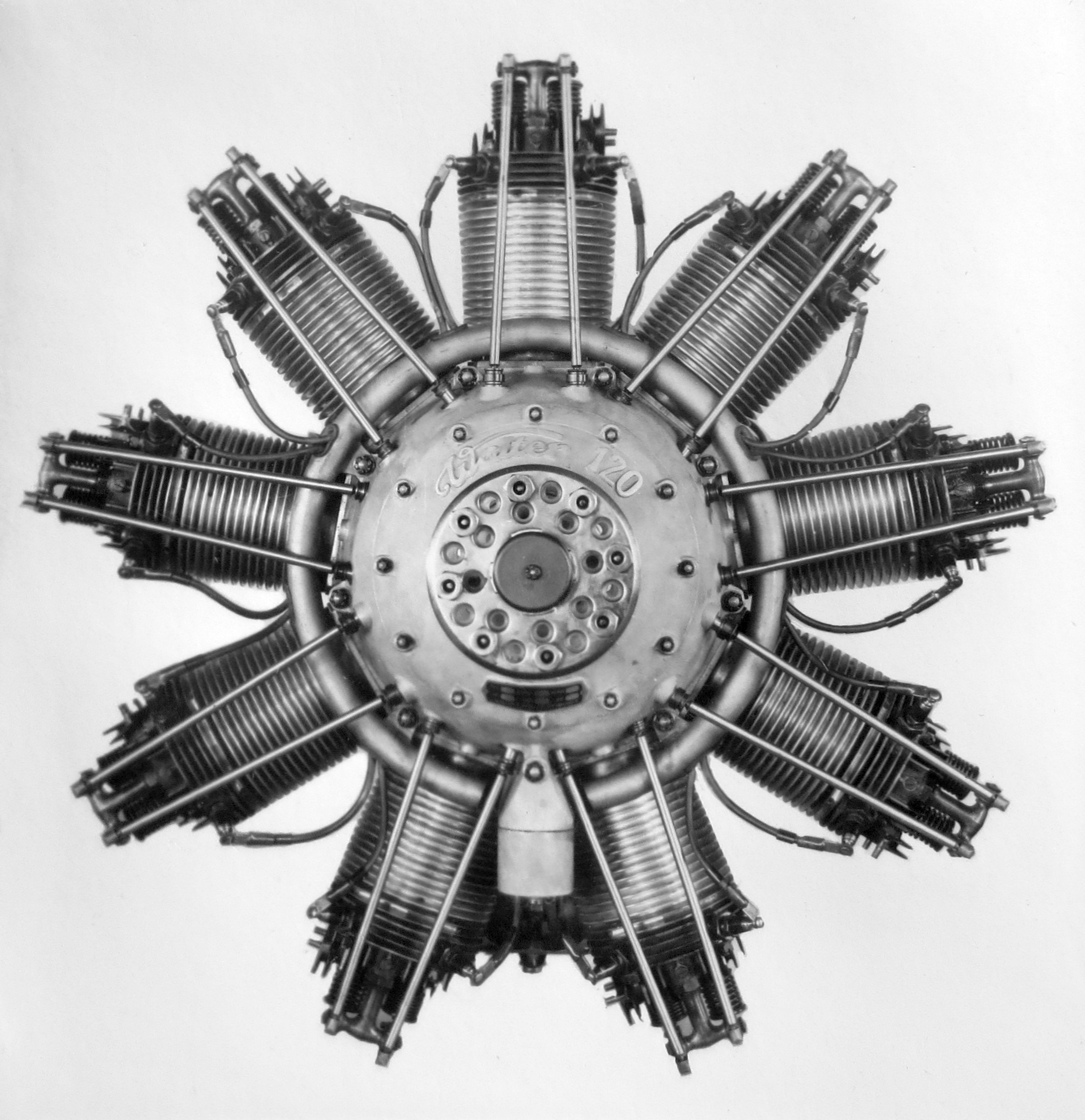
Walter NZ-120, 9-Zylinder-Sternmotor, 1928

Die Maschine war zunächst mit einem 45 kW leistenden Sternmotor Sh 4 von Siemens & Halske ausgerüstet und entsprach damit den Vorschriften der Nachkriegsbaubeschränkungen durch den Versailler Vertrag. Mit einer Reisegeschwindigkeit von etwa 125 km/h war das Flugzeug allerdings vergleichsweise langsam. Nach der Präsentation in Göteborg 1923 wurde auch der Siemens & Halske Sh 5 mit 63 kW (K 16a) und später der Bristol Lucifer mit 74 kW (K 16ce) eingebaut, wodurch ein Geschwindigkeitsgewinn von 10 km/h erreicht werden konnte. Eine in die Tschechoslowakei exportierte Maschine mit dem Kennzeichen L-BACA (K 16bo) erhielt einen 96 kW starken Walter-Motor, die Geschwindigkeit stieg dabei auf 150 km/h. Die Variante K 16bi von 1925 wurde mit einem 92 kW leistenden Siemens Sh 12 ausgerüstet.

## Technische Daten

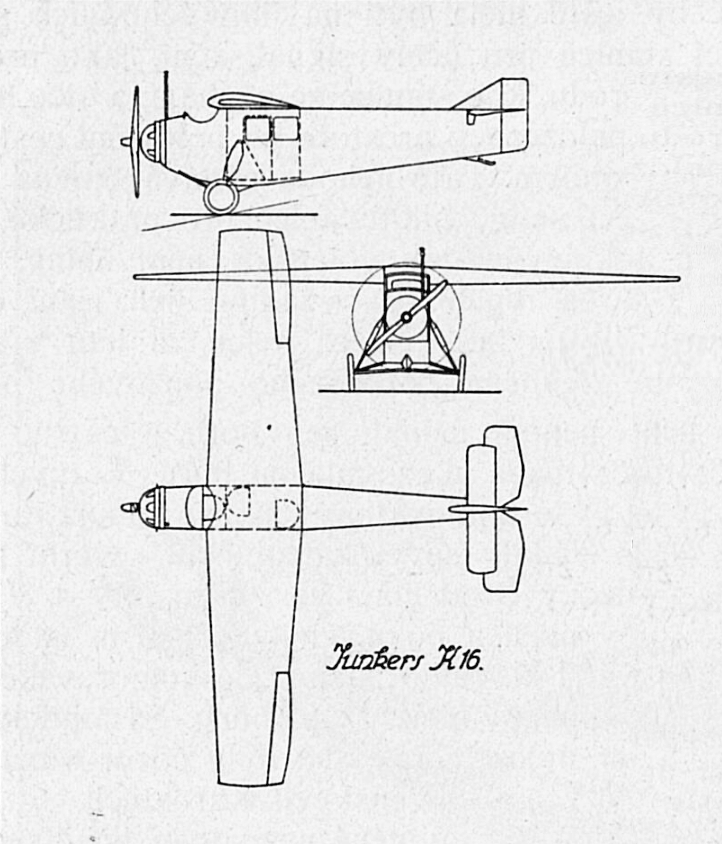
Dreiseitenriss Junkers K 16

| Kenngröße             | Daten (Prototyp, 1921)                                                                      | Daten (K 16ba, 1925)                                                                                 |
| --------------------- | ------------------------------------------------------------------------------------------- | --- |
| Besatzung             | 1                                                                                           | 1 |
| Passagiere            | 2                                                                                           | 2 |
| Länge                 | 8,00 m                                                                                      | 8,00 m                                                                                               |
| Spannweite            | 11,00 m                                                                                     | 12,80 m                                                                                              |
| Höhe                  | 2,75 m                                                                                      | 2,75 m                                                                                               |
| Flügelfläche          | 16,50 m²                                                                                    | 19,00 m²                                                                                             |
| Flügelstreckung       | 7,33                                                                                        | 8,60                                                                                                 |
| Leermasse             | 430                                                                                         | 535 kg                                                                                               |
| Zuladung              | 282 kg                                                                                      | 315 kg                                                                                               |
| Startmasse            | 712 kg                                                                                      | 850 kg                                                                                               |
| Flächenbelastung      | 43,15 kg/m²                                                                                 | 44,73 kg/m²                                                                                          |
| Leistungsbelastung    | 15,47 kg/kW (11,48 kg/PS)                                                                   | 13,70 kg/kW (10,00 kg/PS)                                                                            |
| Flächenleistung       | 2,79 kW/m² (3,76 PS/m²)                                                                     | 3,26 kW/m² (4,47 PS/m²)                                                                              |
| Triebwerk             | ein luftgekühlter Fünfzylinder-Sternmotor                                                   | ein luftgekühlter Siebenzylinder-Sternmotor                                                          |
| Typ                   | Siemens & Halske Sh 4                                                                       | Siemens & Halske Sh 5                                                                                |
| Leistung              | Startleistung 62 PS (46 kW) Nennleistung 58 PS (43 kW) am Boden Dauerleistung 50 PS (37 kW) | Startleistung 85 PS (63 kW) Nennleistung 80 PS (59 kW) am Boden Dauerleistung 76 PS (56 kW) am Boden |
| Höchstgeschwindigkeit | 145 km/h in Bodennähe                                                                       | 170 km/h in Bodennähe                                                                                |
| Reisegeschwindigkeit  | 120 km/h in Bodennähe                                                                       | 140 km/h in Bodennähe                                                                                |
| Landegeschwindigkeit  | 90 km/h                                                                                     | 90 km/h                                                                                              |
| Dienstgipfelhöhe      | 3000 m                                                                                      | 2500 m                                                                                               |
| Reichweite            | maximal 600 km                                                                              | maximal 600 km                                                                                       |
| Flugzeit              | maximal 5 h                                                                                 | maximal 5 h                                                                                          |